# Flügel (Remscheid)
Flügel ist eine Ortslage im Norden der bergischen Großstadt Remscheid in Nordrhein-Westfalen.

## Lage und Beschreibung
Flügel gehört zum Stadtbezirk Lüttringhausen und befindet sich auf einer Höhe von 280 Metern über Normalnull unmittelbar an der Stadtgrenze zu Wuppertal-Ronsdorf. Benachbarte Ortschaften/Ortslagen sind Mühle, Wüste, Halbach, Grüne, Neuland, Oelingrath und Langenhaus. Politisch gehört die Ortslage zu Remscheid, postalisch aber zu Wuppertal.
Im ÖPNV wird die Ortschaft drei- bis viermal Montag bis Freitag von einem Bürgerbus angefahren.
Die Ortslage bestand schon zu Anfang des 19. Jahrhunderts.

## Wirtschaft
Das abseits gelegene Flügel ist stark mit der im Jahr 1916 gegründeten Feuerwerksfirma Moog verbunden, die 1923 nach Flügel umsiedelte, dort umfangreiche Produktionsanlagen errichtete und bis April 1999 bestand. Heute befinden sich auf dem weitläufigen Gelände ein einzelnes Verwaltungs- und Wohnhaus sowie ein halbes Dutzend Produktions- und Lagergebäude der ehemaligen Firma Moog & Niklas, die teilweise noch von kleineren Firmen der pyrotechnischen Industrie genutzt werden. Diese sind hauptsächlich im Bereich Vertrieb und Eventgestaltung tätig. 
Des Weiteren befindet sich hier seit einigen Jahren die Firma Bilstein mit ca. 50 Mitarbeitern, die unter anderem Europaletten und Euro-Gitterboxen herstellt, repariert und vermietet.